# Karel Václav Rais

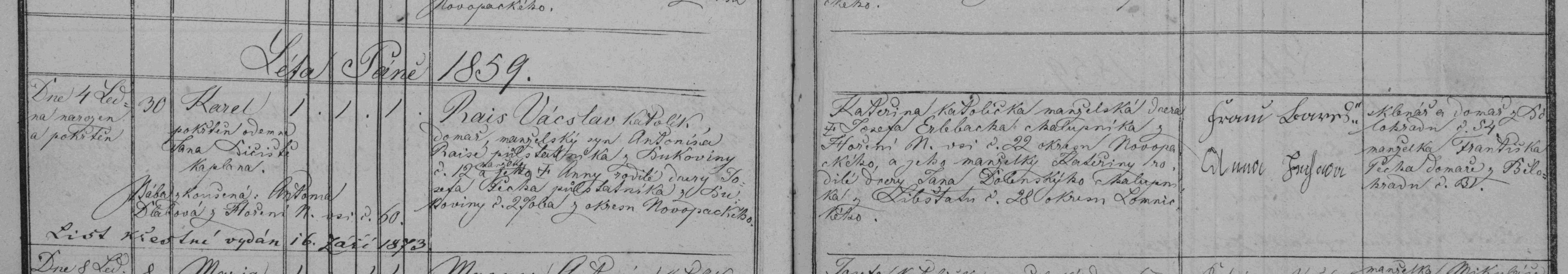
Matriční zápis o narození a křtu Karla Raise (matrika N 1842-1891 Lázně Bělohrad (SOA Zámrsk)

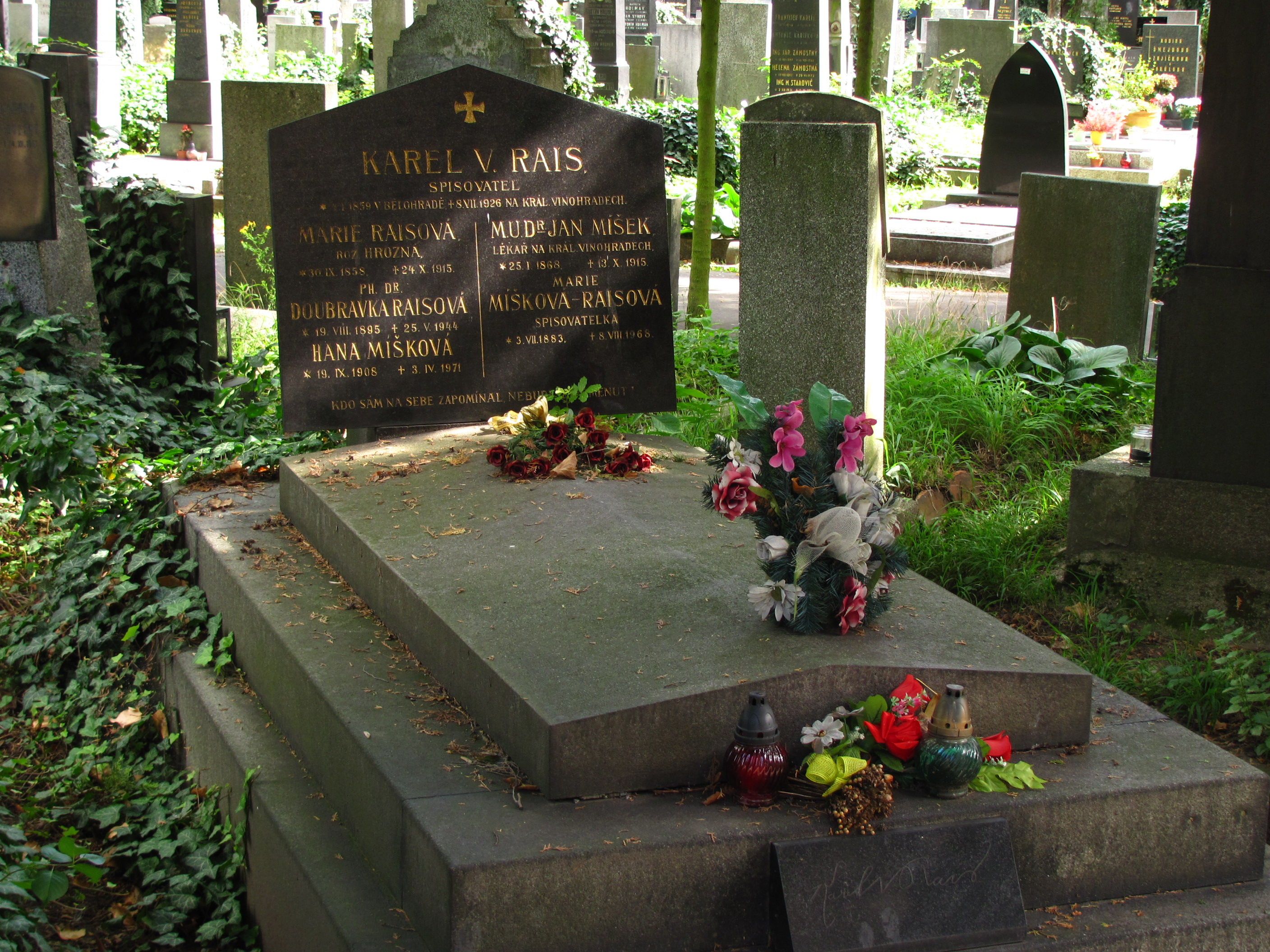
Hrob K. V. Raise na Vinohradském hřbitově v Praze (foto z roku 2011)

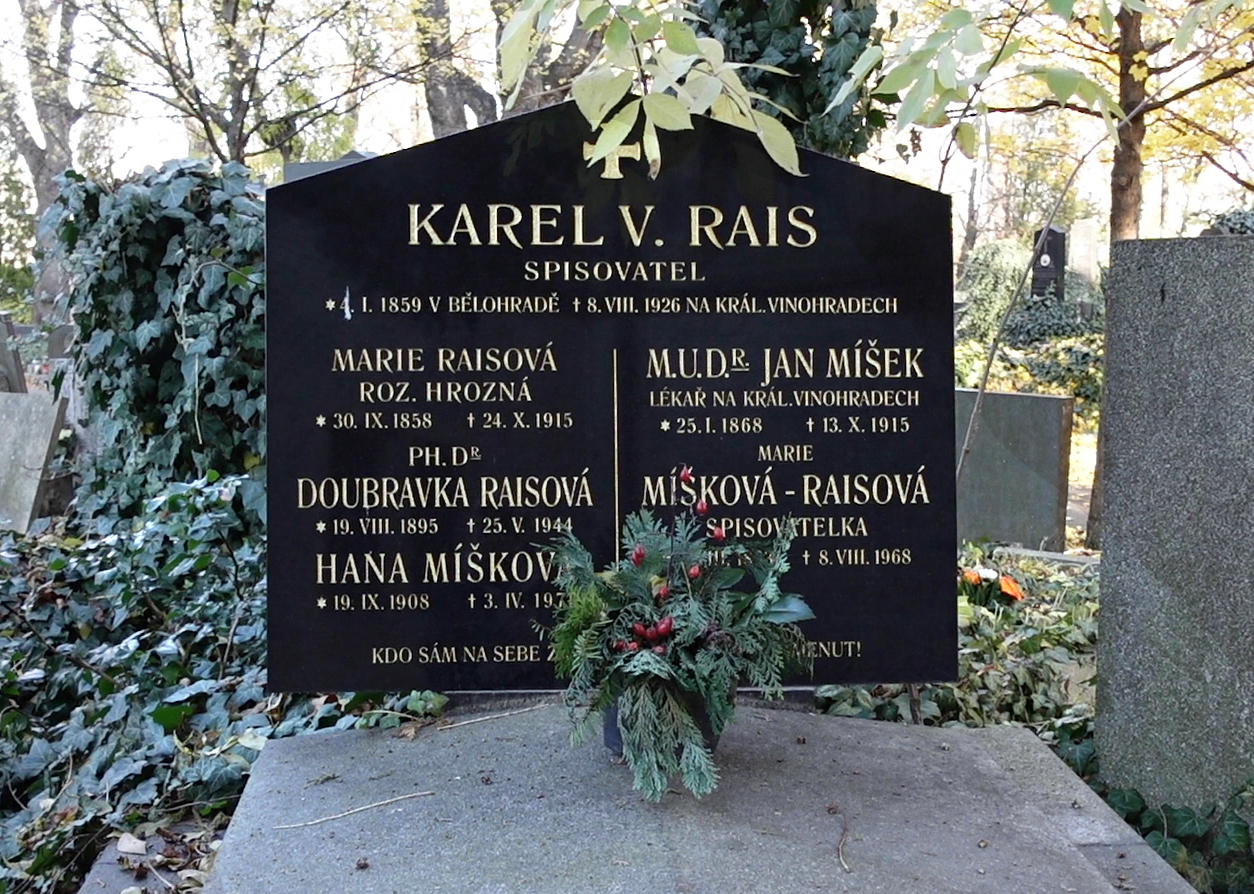
Náhrobní deska, která v současné době uvádí chybné datum úmrtí (foto z roku 2021)

Karel Václav Rais (4. ledna 1859 Bělohrad – 8. července 1926 Praha-Královské Vinohrady) byl český prozaik s regionálním zaměřením na Hlinecko a Podkrkonoší autor knih pro děti a mládež. Je jedním z představitelů českého literárního realismu a tvůrců tzv. venkovské prózy. Svým dílem navazoval na Němcovou, Nerudu, Hálka a Světlou. Spoluzaložil a posléze i spoluredigoval beletristický časopis Zvon.

## Životopis
Narodil se v Bělohradě (roku 1905 přejmenován na Lázně Bělohrad). Pocházel z chudé rodiny, jeho otec byl Václav Rais (1825–1899) domař a matka Kateřina Raisová-Erlebachová (1825–1887) byla švadlenou; otec rodinu zabezpečoval prací na poli a tkalcováním. Rais měl s rodiči harmonický vztah. I díky nim a jejich laskavé péči (po smrti tří předchozích dětí se o syna Karla velice báli) si k rodnému kraji vytvořil silné pouto. Pro Raisův malý vzrůst, tělesnou slabost ho rodiče chtěli dát na krejčovské nebo hodinářské řemeslo. Rais však ve škole dosahoval výborných výsledků, patřil mezi nejlepší žáky, a proto rodiče své rozhodnutí přehodnotili. Měl dva sourozence – učitele: Antonína (1861–1920) a Jindřicha (1863–1916).
Nakonec byl Rais poslán na studia do nedalekého Jičína. Na tamním učitelském ústavu složil v roce 1877 (s nejlepším možným výsledkem) maturitní zkoušku. Maturitní zkouška na učitelském ústavu se skládala ze všech vyučovacích předmětů. Rais však v tomto představoval výjimku, neboť některé zkoušky mu byly prominuty. Znalosti musel prokazovat pouze z fyziky, českého jazyka, zeměpisu a pedagogiky.  Téhož roku nastoupil Rais jako učitel na malou školu v Trhové Kamenici. O jeho umístění rozhodl vliv ředitele učitelského ústavu v Jičíně a slovo Raisových rodičů. Sám rodný kraj opouštěl nerad a skutečnost, že bude od domova tak vzdálen, nesl velice těžko. Ve své knize Ze vzpomínek na tuto událost vzpomíná:
„Železné hory – cíl mé cesty – tam, tam někde mezi jejich vrchy budu žíti příští své dni! Stín padl na duši.“
Patrně vlivem studeného pokoje, v němž Rais za dobu trhovokamenického působení žil, a vlivem hry na varhany v zimním období trpěl akutním kloubním revmatismem. Mimo školu žil v Trhové Kamenici osamělým životem, postrádal kulturní dění. Jeho přičiněním zde byla založena knihovna, beseda Neruda (pojmenována po Raisově oblíbenci) pořádající vzdělávací večery. Do tohoto období spadají i počátky Raisovy literární tvorby (adresována je převážně dětskému čtenáři). Myšlenkami byl však stále častěji u svého vysněného působení v Praze.
Na učitelském ústavu v Českých Budějovicích složil další zkoušku. Do českobudějovického prostředí pak situoval děj své povídky (s autobiografickým pozadím) s názvem Káča.
V roce 1882 byl na základě své žádosti jmenován učitelem v Hlinsku. Hlavním důvodem změny Raisova působiště bylo úmrtí jeho první lásky Karly Burešové. Chtěl se tak vymanit z prostředí, které mu dává podněty k tíživým vzpomínkám. V Hlinsku měl pro kulturní vyžití o poznání lepší podmínky. Byl tu dostatek knih, nechyběly ani několikery noviny a časopisy. Po roce svého zdejšího působení se oženil s Marií Hroznou, s kolegyní z trhovokamenické školy. Jeho touha po bohatém kulturním a společenském dění neutuchala a v roce 1887, po desetiletém působení na Železnohorsku, se mu podařilo dostat místo učitele v Podolí u Prahy.  Důvodem změny byla i jeho snaha prosadit se jako spisovatel.
Rais v pražském prostředí získal lepší postavení. Zastával funkci řídícího učitele na Žižkově a v roce 1899 byl jmenován ředitelem měšťanské dívčí školy na Královských Vinohradech. Role se zhostil se svědomitostí a velkou zodpovědností. Vedle náročné funkce ředitele školy se snažil literárně tvořit, být aktivní v literárních spolcích. Na bedrech měl navíc úkol vypracovat knihu o historii a současnosti vinohradského školního okresu. Značné pracovní nasazení se promítlo i do jeho zdravotního stavu (nespavost, bolesti hlavy, revmatismus). Poté, co zemřeli tři jeho milovaní členové rodiny (zeť, manželka, bratr), odchází v r. 1915 na dovolenou. Ke své učitelské dráze se již nevrátil. Penzionován byl roku 1920. O šest let později zemřel ve svém pražském bytě. V dubnu 2020 byla na jeho hrobě na Vinohradském hřbitově ulomena část náhrobní desky - od té doby je na nové náhrobní desce uvedeno chybné datum úmrtí 8.VIII.1926.
Jeho dcera Doubravka Raisová získala roku 1919 titul doktorka filosofie a posléze působila jako knihovnice Univerzitní knihovny Univerzity Karlovy. Byla rovněž redaktorkou a přispěvatelkou např. Národních listů či časopisu Ženský svět.

## Dílo
Počáteční práce psal pro mládež, tyto práce souvisejí s jeho učitelským povoláním, jejich cílem bylo vychovávat mládež.
Později (zhruba od r. 1890) ho začali zajímat horalé, výminkářská otázka a především generační problémy. V jeho díle najdeme postavy s vysokými morálními zásadami, které by rády něco změnily, ale v podstatě jsou velmi slabé.
Téměř všechna díla vycházejí z podkrkonošského venkova, jeho rodiště, které vášnivě miloval, a zabývají se sociální problematikou. Problémy neřeší, ale pouze je popisuje. Charakteristiku tvoří z velké části pomocí dialogu.
Například dílo Západ se ale odehrává na Českomoravské vysočině, ve vesničce Studenec.
Nejvíce se zajímal o osudy těch, kteří se nemohli bránit, tj. starých lidí a dětí.

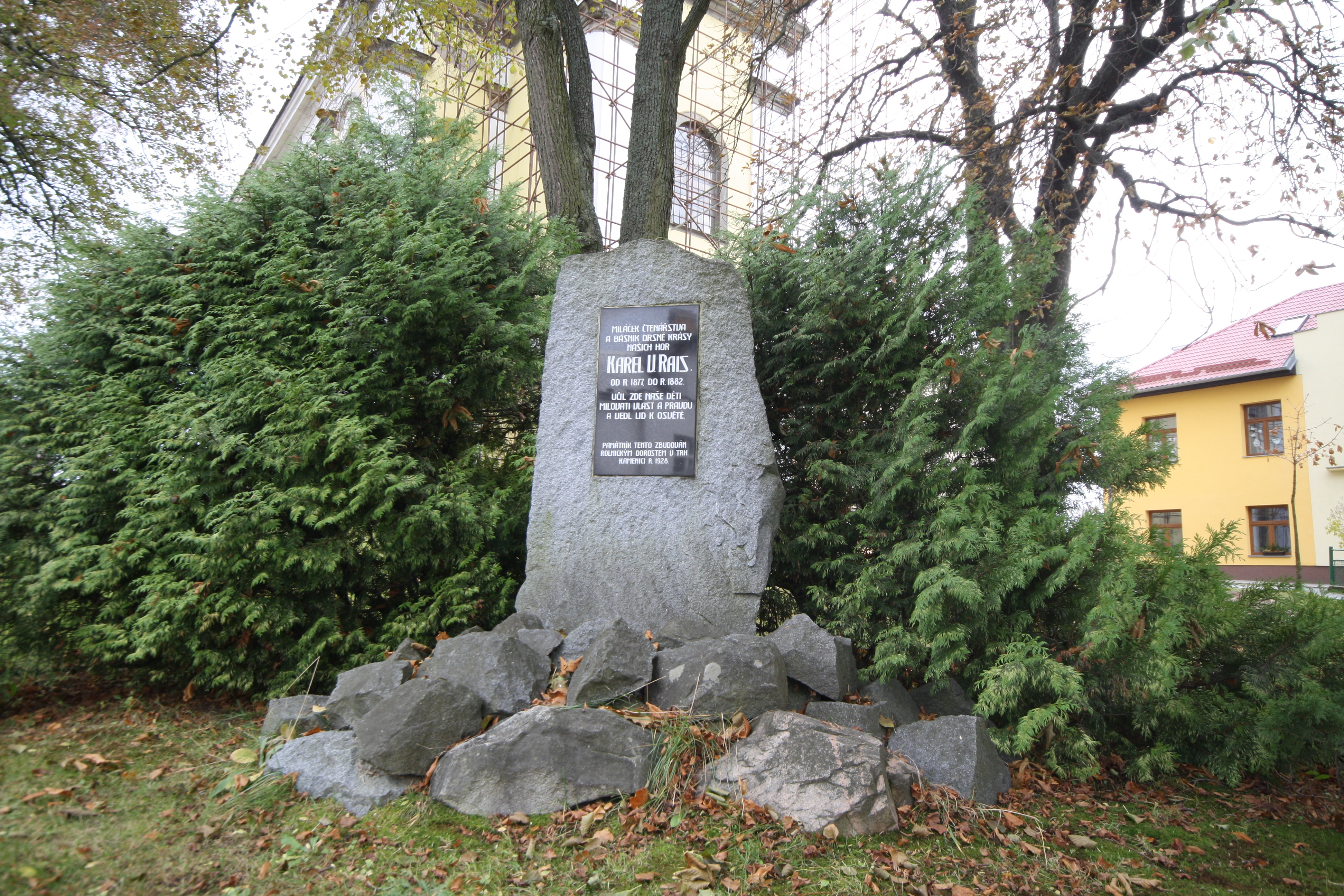
Pomník Karla Václava Raise v Trhové Kamenici

Ve svých dílech se Rais zabývá psychologií postav. Povaha postav je založená na jejich konání a jednání. Neméně důležitá je mluva, která je doprovázena gesty jednajících postav. Největší prostor je v jeho románech věnován dialogu mezi postavami, z něhož vyplývá, jak postavy vnímají ostatní a také sebe samotné. Z dialogů se v Raisových dílech dovídáme také informace o motivaci jednání jednotlivých účastníků děje. Ve svých prózách často líčí konflikty starší a mladší generace.

### Pro mládež
- Karlštejnský havran
- Povídky ze starých hradů (1888)
- Povídky o českých umělcích (1891)
- Z naší kroniky (1892)
- Poslední léto
- Listy z české kroniky (1888)
- České pohádky o Kristu Pánu
- Dárek maličkým – určeno malým dětem
- Když slunéčko svítí (1889) – určeno malým dětem[12]
- Doma 1. díl (1883) – 31 povídek, básní a vzpomínek[13]
- Doma 2. díl (1884)
- Pod Zvičinou (1906)
- Poslední léto (1924)
- Obrázky od nás (1885)
- Cesta k domovu

### Poezie pro dospělé
- Z hor (1883)
- Z města (1884)

V těchto básních autor vylíčil protiklad venkova a města. Venkov je dle něj střediskem pravých hodnot, město naopak představuje úpadek.

### Povídkové soubory

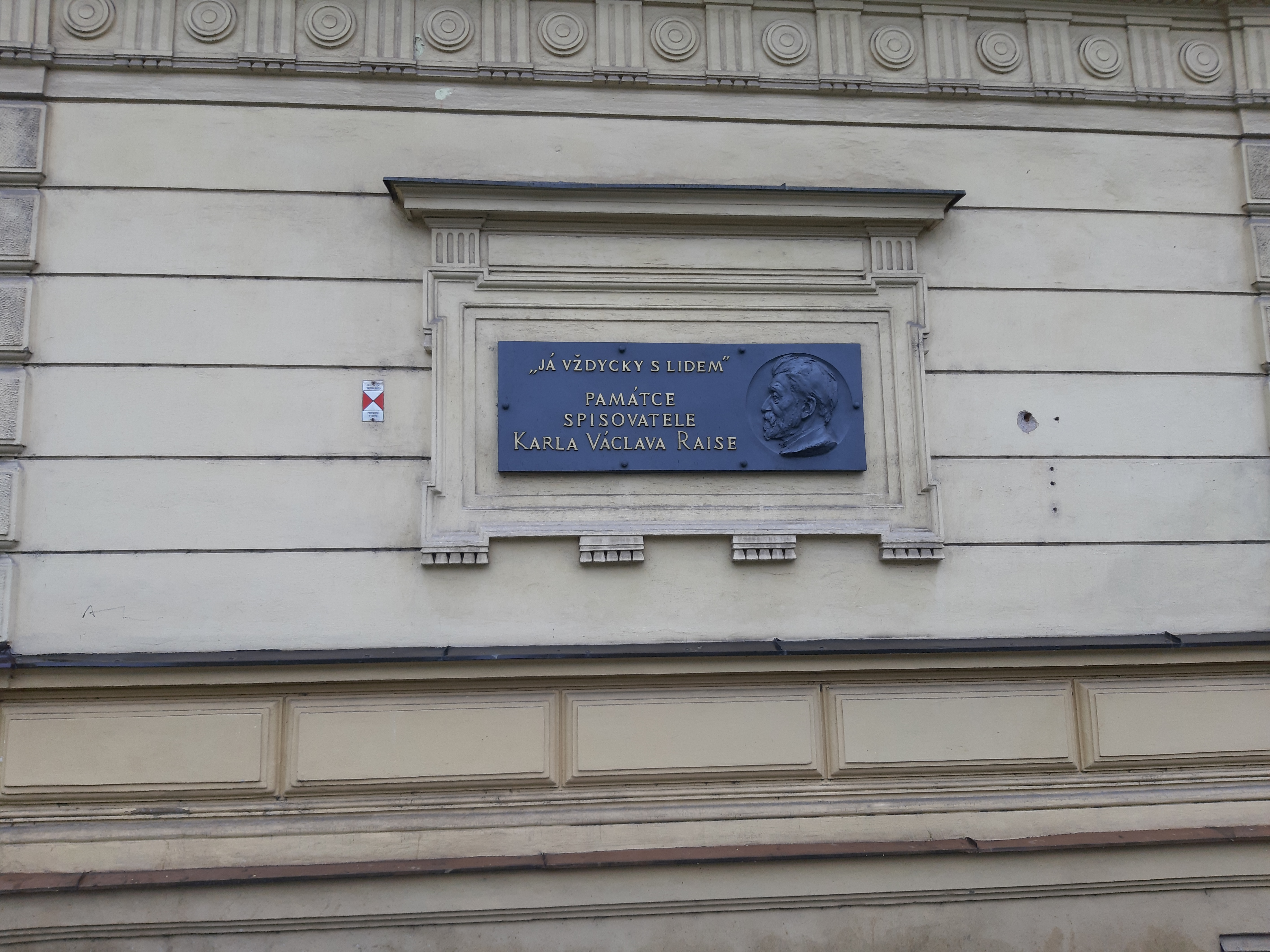
Památeční plaketa v Praze

Ve většině případů zde řeší otázky vztahů (nejčastěji rodičů s dětmi).
- Výminkáři (1891) – kniha o pěti povídkách z vesnického prostředí, jež vznikaly v rozmezí let 1886–1890.Tyto drobné prózy nejprve vycházely časopisecky (Květy, Světozor, Osvěta). Hlavní hrdiny zde převážně reprezentují srdeční starci a dobrácké stařenky. Zobrazováno je tu Raisovo tradiční téma – vztahy v úzkém rodinném okruhu, nejčastěji mezi dětmi a rodiči. Zachycován je neblahý vliv hrabivosti, která bývá u Raise příčinou vyhrocených vztahů. Autor upírá pozornost také na generační problémy (mladí × staří). Nejméně morálních hodnot nalézáme u generace střední, u generace hospodářů. Rais si tímto svým prvním povídkovým souborem získal širokou čtenářskou obec. Rovněž odbornou veřejností byli Výminkáři přijímáni vesměs kladně. Zvláště pochvalná slova na jejich adresu můžeme číst v recenzi Terézy Novákové.[14] Nejvýše z celého souboru bývají hodnoceny povídky Konec života a Po letech doma. Hlavním tématem je rozklad rodinných vztahů. Rais zde zaznamenává vlastní prožitky. Některé z nich jsou vyprávěny v 1. osobě a Rais se v nich zapojuje do děje. Kromě již výše zmiňovaných sem patří povídky Matka a děti, V boudě, Do Prahy na pouť.[15]
- Horské kořeny (1892) – jedná se o soubor tří povídek (Pro číslo; Výprava z hor; Ta srdce), v nichž popisuje touhu po majetku a sobectví horských obyvatel.[16]
- Potměchuť: povídky a kresby z Podhoří (1892) – ve většině povídek vystupují lidé, kteří jsou ovládáni vášněmi (podobně jako v Kalibově zločinu). Do vášní se promítá především sobectví a chamtivost jednajících postav. Například v povídce Zlý člověk zničí starý mládenec pokojný rodinný život své bývalé milé, dále například povídka Špáta, v níž Rais popsal člověka, jehož vztah k majetku a jeho touha společensky povýšit zapříčiní zničení celé rodiny (tato povídka byla v roce 1983 zfilmována pod názvem Jako kníže Rohan). V jiné povídce, Z podhorských pamětí, vystupují v roli zachránců horští obyvatelé, kteří v padesátých letech ukrývají noviny a podobizny K. H. Borovského. V trojdílné povídce Z vlasařských pamětí (původně vyšla již r. 1885) se objevuje motiv vlasaře a prodeje vlasů z důvodu finanční tísně.
- Rodiče a děti (1893) – jde o povídkový cyklus. Líčí se zde vztah dětí ke svým rodičům. Představiteli vysokých morálních hodnot jsou zde mladí a chudí jedinci. Známou povídkou je Pes, která líčí návrat prvorozeného syna, dělníka a řemeslníka, z Prahy. Jeho rodina ho přijímá velmi chladně, neboť se domnívá, že od nich syn bude chtít výpomoc. Nakonec si však na nich vyžádá pouze psa, který ho jako jediný přivítá s nadšením. Tento jedinec mravně převyšuje své bezcitné okolí.
- Lopota (1895) – jedná se o povídku, v níž Rais popisuje, že největším nepřítelem člověka, kromě samotných jeho vášní, je městské prostředí. Venkov je oproti městu zdrojem jistot a pravých hodnot.
- Za světem (1896) – povídky mají poměrně pesimistické vyznění. Vyplývá z nich, že člověk může žít spokojeně jenom tehdy, pokud se uzavře před světem a žije osamoceně. Totéž platí i pro soubor Mezi lidmi.[17]
- Půlpáni (1898) – autor zde zesměšňuje maloměstské pány, kteří byli dříve vesničany, ale poté, co se přestěhují do města, se u nich vytrácí pracovitost a stávají se z nich tzv. „půlpáni“. Považují se za vysoce postavené pány a napodobují jejich mravy a chování.[18]
- Mezi lidmi (1898) – popisuje osobní zkušenosti se setkáním s lidem[19]
- Káča a jiné obrázky (1906) – humorná povídka o cestách putujícího učitele[20]
- Trochu vřesu (1919)
- Svatba (posmrtně, 1930)

### Novely
- Paničkou (1900) – Rais vykresluje venkovské jedince, kteří v touze po vyšším společenském postavení odchází do měst, posléze však ztroskotávají.
- Sirotek (1903) – příběh o sirotku Josífkovi, jenž je vychováván svou babičkou[21]
- Stehle (1905) – vášeň zde zapříčiní celoživotní duševní strádání. Útrpný osud hlavního hrdiny je mu předem předurčen, neboť musí platit za prohřešek z mládí celoživotním utrpením[22]

### Romány
- Kalibův zločin (1895) – tragický příběh hodného a lehce naivního Vojty Kaliby, který odolává tlaku pomlouvačné tchyně a své manipulativní manželky, ale v afektu nakonec svou ženu zabije, protože odhalí jejího milence. Kalibův zločin popisuje rodinné vztahy mezi postavami, jedná se o vztahy rodič – dítě, bratr – sestra, švagr – švagrová, zeť – švagr nebo tchán – švagr. Všechny postavy k sobě zaujímají určitý postoj, milují se, nenávidí se, opovrhují sebou, pociťují k sobě úctu. [23]
- Západ (1896 časopisecky; 1899 knižně[24]) – Západem se myslí sklonek života. Zde je hlavní postavou devadesátiletý farář Kalous, který dožívá na faře, kde ho stíhá jedna rána za druhou. Nejprve mu umírá sestra, poté jeho synovec ze zdravotních důvodů odmítá místo faráře na vesnici. Nakonec umírá. Farář Kalous, který odchází ze svého postu, se nerad smiřuje se stářím. Stěhování z fary nakonec pro faráře znamená také smrt. K nejčastějším motivům románu patří pohřby a loučení. Autor zde věnoval velký prostor psychologii postav. [25]
- Zapadlí vlastenci (1894) – děj se odehrává ve 40. letech 19. století v podhůří Krkonoš, ve vesnici Pozdětín. Soustředil se na otázku buditelských kněží a učitelů. Hlavní postavy jsou učitel Čížek, preceptor Čermák a farář Stehlík, kteří zobrazují české buditele a vlastence. V tomto díle jim vzdává dík za vykonanou práci. Hlavním hrdinou je Karel Čermák, který se stěhuje do Pozdětína. Sbližuje se zde s místními obyvateli, najde zde lásku a dobrou práci. Líčení se opírá o zápisky krkonošského učitele Věnceslava Metelky. Román navazuje svou citovostí na sentimentální povídku, v níž převládá kladný životní princip, který představuje idylické soužití. [26]
- Na lepším (1901) – osudy členů rodiny sedláka Vorala, kteří se po letech dřiny přestěhují ze samoty do statku v lepší vesnici. Řeší se zde problém alkoholismu – pravděpodobně se jedná o první dílo v české literatuře, které popisuje tento problém – a touha muže po jiné ženě. Rais zde popisuje jedince, který zatouží po majetku a tím se změní i jeho chování. Morálně neunese vlastnictví většího majetku a tím rozvrátí vlastní rodinu. Je zde popsána manželská krize. Hlavní hrdina Voral je okouzlen svým novým životem „na lepším“ a zatouží tak i po jiné (lepší) ženě.
- Pantáta Bezoušek (1897) – líčí příhody starého venkovana v Praze, který sem přijel navštívit svého syna a jeho rodinu. Tento venkovan je nositelem jeho myšlenek, kritizuje zde život v Praze, protože mu připadá narušený majetkem. Jedná se o idylu, v níž je vztah rodičů a dětí vylíčen harmonicky (např. oproti Výminkářům). Starý Bezoušek přijíždí do Prahy k svému synovi, úspěšnému advokátovi. Spřátelí se zde s místními obyvateli a všichni si jej oblíbí. Nakonec u něj zvítězí stesk po rodné vesnici a z Prahy odjíždí. [27]

### Memoáry
- Ze vzpomínek I–IV (1922, 1927, poslední dva svazky posmrtně 1930, 1932)

### Díla online
- RAIS, Karel Václav. Zapadlí vlastenci. Praha: Naše vojsko, 1956. Dostupné online.
- RAIS, Karel Václav. Když slunéčko svítí: verše. Praha: Al. Hynek, 1889, 1 sv. Zdigitalizováno v rámci služby EOD Moravskou zemskou knihovnou v Brně. Dostupné online.
- RAIS, Karel Václav. Kalibův zločin. Dostupné online.
- RAIS, Karel Václav. Káča a jiné obrázky. Praha: F. Šimáček, 1906. 207 s. Dostupné online.
- RAIS, Karel Václav. Paničkou : obraz z podhoří. Praha: Unie, 1909. 213 s. Dostupné online.
- RAIS, Karel Václav. Rodiče a děti. 5. vyd. Praha: Unie, 1909. 202 s. Dostupné online.
- RAIS, Karel Václav. Zapadlí vlastenci. 5. vyd. Praha: Unie, 1909. 461 s. Dostupné online.
- RAIS, Karel Václav. Západ. Praha: Unie, 1918. 372 s. Dostupné online.

### Zajímavosti
V budově školy v Hlinsku, na které Rais v letech 1882–1887 působil, dnes sídlí gymnázium, které nese v názvu jeho jméno.